# Free Agents: The Murda Mix Tape
Albums de Mobb Deep
Infamy
(2001) Amerikaz Nightmare
(2004)
Free Agents: The Murda Mix Tape est une double mixtape officielle de Mobb Deep, sortie le 25 février 2003.
Ce disque porte le titre de free agents (« agents libres », comme en NBA) car Prodigy et Havoc étaient alors sans contrat avec un label. Ainsi, ils signent ici leur premier deal avec un label indépendant, Landspeed Records.
L'album s'est classé 1er au Top Independent Albums, 4e au Top R&B/Hip-Hop Albums et 21e au Billboard 200.

## Liste des titres
Tous les titres sont interprétés par Mobb Deep, sauf mention contraire.

### Disque 1
| No  | Titre                                            | Contient un (des) sample(s) de                                                 | Durée |
| --- | ------------------------------------------------ | ------------------------------------------------------------------------------ | ----- |
| 1.  | This Is Not Supposed to Be Positive... (Intro)   |                                                                                | 0:34  |
| 2.  | Solidified (Produit par Havoc)                   | Hair / Aquarius de Hugo Montenegro Shook Ones Part II de Mobb Deep             | 3:58  |
| 3.  | Survival of the Fittest 2003 (Produit par Havoc) |                                                                                | 2:32  |
| 4.  | Paid in Full (Produit par Havoc)                 | Liala d'Alisha Chinai et Ragheb Alameh                                         | 3:18  |
| 5.  | Double Shots (featuring Noyd – Produit par S.C.) | Mystery Girl d'Atlantic Starr                                                  | 3:21  |
| 6.  | What Can I Do? (Produit par Havoc)               | 90% of Me Is You de Gwen McCrae                                                | 2:35  |
| 7.  | Favorite Rapper (Produit par Havoc)              | Too Little in Common de Randy Brown This Old Man (Traditionnel)                | 3:09  |
| 8.  | Let's Pop (featuring Dog – Produit par S.C.)     |                                                                                | 3:49  |
| 9.  | It's Over (Produit par Havoc)                    | Forecast d'Eric Gale                                                           | 2:58  |
| 10. | The Illest (Produit par The Alchemist)           | No Te Enfandes Conmigo de Rocío Jurado Quiet Storm de Mobb Deep                | 3:42  |
| 11. | Just Got Out The Box... (Skit)                   |                                                                                | 0:27  |
| 12. | Narcotic (Produit par Havoc)                     | Theme for the Losers d'Henry Mancini                                           | 3:45  |
| 13. | Clap First (Produit par Havoc)                   |                                                                                | 3:00  |
| 14. | Watch That Nigga (Produit par Havoc)             |                                                                                | 2:05  |
| 15. | Came Up (Produit par Havoc)                      | The Rub de George McCrae et Gwen McCrae                                        | 2:19  |
| 16. | Don't Call Tasha (Produit par Havoc)             |                                                                                | 1:44  |
| 17. | One Tribe... (Skit) (Produit par Havoc)          |                                                                                | 0:42  |
| 18. | Cradle to the Grave (Produit par Havoc)          |                                                                                | 1:54  |
| 19. | Tough Love (Produit par Havoc)                   |                                                                                | 3:07  |
| 20. | Can't Fuck with Us (Produit par Havoc)           | Can't Fuck Wit de Mobb Deep featuring Raekwon                                  | 2:06  |
| 21. | Right Back at You (Produit par Havoc)            | Right Back at You de Mobb Deep featuring Raekwon, Ghostface Killah et Big Noyd | 2:19  |
| 22. | Shook Ones (Produit par Havoc)                   | Shook Ones Part II de Mobb Deep                                                | 2:10  |

### Disque 2
| No  | Titre | Contient un (des) sample(s) de        | Durée |
| --- | --- | ------------------------------------- | ----- |
| 1.  | Burn Something (featuring Littles – Produit par DJ Whoo Kid)                                                             |                                       | 3:57  |
| 2.  | Get Back (Remix) (featuring Noyd – Produit par Godfather Don)                                                            |                                       | 3:35  |
| 3.  | Serious (The New Message) (Interprété par 1st Infantry featuring Prodigy – Produit par The Alchemist)                    |                                       | 3:17  |
| 4.  | The Midnight Creep (Interprété par 1st Infantry featuring Havoc et Twin – Produit par The Alchemist)                     |                                       | 3:37  |
| 5.  | Fourth of July (Interprété par 1st Infantry featuring Evidence, Prodigy et Twin – Produit par The Alchemist)             |                                       | 4:54  |
| 6.  | Backwards (Interprété par 1st Infantry featuring Mobb Deep et Jonessa Monique – Produit par The Alchemist)               | Thunder Kiss de Toshiyuki Honda       | 3:40  |
| 7.  | Bang Bang (Interprété par Noyd – Produit par The Alchemist)                                                              |                                       | 3:15  |
| 8.  | Air It Out (Interprété par Noyd featuring Havoc – Produit par The Alchemist)                                             |                                       | 3:27  |
| 9.  | Bump That (Interprété par Havoc featuring 50 Cent et Noyd – Produit par Havoc)                                           |                                       | 4:04  |
| 10. | The Family (Skit) (Interprété par Prodigy)                                                                               |                                       | 0:38  |
| 11. | Mobb Niggaz (Interprété par Infamous Mobb featuring Prodigy – Produit par The Alchemist)                                 |                                       | 4:24  |
| 12. | Killa Queens (Interprété par Infamous Mobb featuring Noyd et Prodigy – Produit par VIC)                                  |                                       | 3:59  |
| 13. | We Don't Give A... (Interprété par Infamous Mobb featuring Havoc – Produit par Havoc)                                    |                                       | 4:23  |
| 14. | B.I.G. T.W.I.N.S. (Interprété par Twin Gambino – Produit par Havoc)                                                      |                                       | 3:03  |
| 15. | Thun & Kicko (Interprété par Cormega featuring Prodigy – Produit par Havoc)                                              |                                       | 3:55  |
| 16. | What's Poppin' (Interprété par Tragedy featuring Havoc – Produit par Havoc)                                              |                                       | 4:15  |
| 17. | The Heat Is On (Unreleased Version) (Interprété par Poet featuring Godfather Don et Prodigy – Produit par Godfather Don) |                                       | 3:10  |
| 18. | Where You At? (Interprété par Kool G Rap featuring Prodigy – Produit par Bink!)                                          | Everytime You Go Away de Hall & Oates | 3:50  |
| 19. | Thug Chronicles (Unreleased Version) (Interprété par Kool G Rap featuring Havoc – Produit par Ghetto Pros.)              |                                       | 3:52  |